# Fontána Maubuée
Fontána Maubuée je fontána v Paříži ve 4. obvodu. Svůj název získala spojením slov „mau buée“, což znamená špatná mlha, kvůli nízké kvalitě své vody, která pocházela z pramenů v Belleville.

## Historie
Kašna je poprvé zmíněna v královském patentu Karla VI. ze dne 9. října 1392 týkající se koncesí k odebírání vody v Paříži.
Současnou kašnu postavil Jean Beausire (1651–1743) a jeho syn Jean-Baptiste Augustin Beausire v roce 1733. Původně se nacházela na místě, kde je dnes Centre Georges Pompidou. V roce 1937 byla přemístěna na současné místo na rohu ulic Rue Saint-Martin a Rue de Venise. Dnes již v kašně voda neteče.

## Výzdoba
Fontána je zdobena basreliéfem zobrazujícím rokokovou vázu, doplněnou rákosím a mořskými rostlinami.